# Иришев, Берлин Кенжетаевич
Берлин Кенжетаевич Иришев (9 мая 1945, Житикара, Кустанайская область) — казахский экономист и дипломат; доктор экономических наук.

## Биография
Окончил Алма-Атинский институт народного хозяйства и очную аспирантуру Московского финансового института, докторантуру при Академии госслужбы при Президенте РФ, Центр дипломатических и стратегических исследований (Париж).
- С 1973 года на преподавательской работе в Алма-Атинском институте народного хозяйства.
- В 1990—1992 годах председатель правления Банка внешнеэкономической деятельности Казахстана (Казвнешэкономбанк).
- В 1992—1994 годах председатель правления «Alem Bank Kazakhstan».
- В 1994—1995 годах председатель правления Государственного экспортно-импортного банка Казахстана (Эксимбанк).
- В 1995—1996 годах экономический советник Президента Республики Казахстан.
- 1997 — Докторская диссертация «Инвестиционная стратегия реструктуризации экономики и использования иностранного капитала» (Москва, 1997).
- В 1996—2002 годах советник-посланник Посольства Казахстана во Франции в ранге Чрезвычайного и Полномочного Посланника.

С 1996 года проживает во Франции. С 2005 года — управляющий партнёр консалтинговой компании «Parlink Consulting» (Paris).

## Книги
- Иришев Б. К. Денежно-кредитные методы регулирования капиталистической экономики. Алма-Ата, 1985.
- Иришев Б. К., Гнатов В. А., Коржов А. И. и др. Финансово-кредитный механизм ускорения инвестиционного процесса. Алма-Ата, 1988.
- Иришев Б. К. Новые явления в денежно-кредитной системе капиталистических стран. 1989.
- Иришев Б. К. Денежно-кредитная политика: концепция и механизм. Алма-Ата, 1990.
- Иришев Б. Реструктуризация экономики и использование иностранного капитала. Москва, 1997.
- Иришев Б. Франция: вхождение в XXI век. Алматы, 2002. (Книга-победитель на 2-й Международной ярмарке «По великому шёлковому пути» в номинации «Учебная и научная литература»).
- Иришев Б. Путь в Европу. Евросоюз: опыт интеграционной модели (эволюция, ценности, проблемы). Алматы, 2009 (рецензия академика РАН, директора Института Европы РАН Н.Шмелёва в журнале «Вопросы Экономики» — октябрь 2010 г.).
- Иришев Б. Кризис евро и глобальные риски. Москва: Весь мир, 2014.

## Семья и личная жизнь
Первая жена — Алма. Сыновья — Азамат (1967 г. р.) и Алмаз (1976 г. р.)
Иришев, Алмаз Берлинович (род. 17 июля 1976 года в г. Алма-Ата, Женат, дети Данияр и Амира). — Президент консалтинговой компании Sky Bridge Group
Иришев, Азамат Берлинович (род. 7 июля 1967) — Председатель правления «Sky Bridge Capital» (Супруга — Биешова Мадина Жанабековна. Дети — Диас, Ильяс, Ажар, Диана).
Вторая жена — Элеонора. Дети — Алан (1995 г. р.) и Алина (2000 г. р.), обучаются в частной католической школе в Париже
Увлекается гольфом, горными лыжами и велосипедным спортом. Член Ассоциации Мушкетёров и президент Ассоциации казахстанцев во Франции.